# 基恩 (肯塔基州)
基恩（英語：Keene）是一個位於美國肯塔基州傑薩曼縣的城市。

## 地方資料
根據2020年美國人口普查的數據，基恩的面積為0.32平方千米，當中陸地面積為0.32平方千米，而水域面積為0.00平方千米。當地共有人口99人，而人口密度為每平方千米309.38人。